# Ephemerum rehmannii
Ephemerum rehmannii är en bladmossart som beskrevs av Brotherus 1924. Ephemerum rehmannii ingår i släktet dagmossor, och familjen Ephemeraceae. Inga underarter finns listade i Catalogue of Life.